# کمال بورهانی
کمال بورهانی (انگلیسی: Kemal Bourhani؛ زادهٔ ۱۳ سپتامبر ۱۹۸۱) بازیکن فوتبال سابق اهل فرانسه است که در پست مهاجم بازی می‌کرد.
از باشگاه‌هایی که در آن بازی کرده‌است می‌توان به باشگاه فوتبال ونس، باشگاه فوتبال گنگام، و باشگاه فوتبال لوریان اشاره کرد.
وی همچنین در تیم ملی فوتبال اتحاد قمر بازی کرده‌است.